# Encarnación Rosal
María Vicenta Rosal Vásquez, en religió Encarnación del Corazón de Jesús (Quetzaltenango, Guatemala), 26 d'octubre de 1820 - camí de Tulcán a Otavalo, Equador, 24 d'agost de 1886) fou una religiosa americana, fundadora de les Betlemites Filles del Sagrat Cor. És venerada com a beata per l'Església catòlica.

## Biografia
María Vicenta va néixer el 1820 al si d'una família cristiana. Als quinze anys va ingressar al beateri de Belén, a la Ciutat de Guatemala, institució de les monges betlemites de Sant Pere Betancur. El 16 de juliol de 1836 rep l'hàbit de mans de l'últim frare betlemita, José de San Martín (l'orde havia estat suprimit el 1821), i pren el nom de Maria Encarnació del Sagrat Cor. Del beateri passa al convent de les Catalinas, però torna a Belén i n'és nomenada priora. Tracta de reformar-lo, però no ho aconsegueix i en 1855 funda una nova comunitat al seu poble natal, Quetzaltenango, on aplica les constitucions reformades que ella mateixa redacta, donant a la congregació el nom de Germanes Betlemites Filles del Sagrat Cor.
La nova congregació segueix el carisma dels betlemites de Pere Betancur. A banda de l'adoració al Sagrat Cor de Jesús, fan assistència als necessitats i donen educació als nens en escoles i llars per a nens pobres. Els dos col·legis de Quetzaltenango veuen interrompuda la seva tasca per l'expulsió dels ordes religiosos decretada per Justo Rufino Barrios (1873-1885). Rosal marxa i, per continuar la tasca de la congregació, la instal·la a Costa Rica en 1877, on funda el primer col·legi femení a Cartago, vora la Basílica de la Reina de los Ángeles, patrona de Costa Rica.
En 1886, la mare Encarnación fundà un orfenat-asil a San José. El 1884, però, el nou govern també expulsa els ordes religiosos i prohibeix l'ensenyament religiós i ha de tornar a marxar. Funda col·legis betlemites a Colòmbia, i a Pasto una llar per a nenes orfes. A l'Equador funda a Tulcán i Otavalo.
El 24 d'agost de 1886 cau del cavall que la portava de Tulcán al santuari de Las Lajas, a Otavalo, i mor. Anys després, el seu cos fou portat a San Juan de Pasto, on fou sebollit a la llar que hi tenia la congregació.

## Veneració
La causa de beatificació fue incoada el 23 d'abril de 1976, i fou beatificada per Joan Pau II el 4 de maig de 1997. La seva festivitat és el 27 d'octubre.
El seu cos es conserva incorrupte al Hogar de San Juan de Pasto, com es pogué comprovar el 1978.